# Oscar Hurtado
 (décembre 2011).
Pour les articles homonymes, voir Hurtado.
Oscar Hurtado, né le 8 août 1919 à La Havane et décédé le 23 janvier 1977 , est un journaliste et écrivain cubain considéré comme le « père de la science-fiction cubaine », plus pour son activité de pionnier que pour sa valeur littéraire[réf. nécessaire]. Il écrivit en fait dans presque tous les genres : fantastique, policier, terreur, contes et poésies.
Des ateliers littéraires destinés à la promotion du genre ont été créés dans l'île et portent son nom.

## Œuvres
- 1961 : La Seiba (poèmes)
- 1962 : Pintores cubanos (essai)
- 1964 : La ciudad muerta de Korad (poèmes)
- 1965 : Paseo del Malecón
- 1963 : Carta de un juez (contes)
- 1983 : Los papeles de Valencia el Mudo (anthologie, publiée par Daína Chaviano)